# أحمد محمد جمال
أحمد محمد جمال، (1343- 1413 هـ/ 1925- 1993 م) كاتب وداعية وشاعر سعودي، وعضو مجلس الشورى لعام 1955، وأحد أعضاء لجنة وضع النظام الأساسي للحكم السعودي في عهد الملك فيصل بن عبد العزيز، ويُحسب كاتبًا في الفكر الإسلامي، إذ اتخذت كتاباته هذا الاتجاه. ويُلقب بـ (الشيخ أحمد جمال)؛ لأنه انشغل بعلم الفقه والتفسير، ودعا للإسلام في بعض الدول كالصين ويوغسلافيا، وكان عضوًا في عدد من الهيئات واللجان الإسلامية، كرابطة العالم الإسلامي والندوة العالمية للشباب الإسلامي، ومجلس الأوقاف بمكة (الهيئة العامة للأوقاف حاليًا)، وعمل في رئاسة قضاء مكة والمحكمة الشرعية الكبرى، وأصدر شقيقه صالح جمال صحيفة حراء (الندوة حاليًا) فشاركه أحمد في إدارة تحريرها عام 1956، وأصدر 40 مؤلفًا، أولها كتاب (ماذا في الحجاز؟) الصادر عام 1945، وصدرت عنه بصفته إنسانًا وشاعرًا ورجل دعوة 4 مؤلفات.، وكما كان مشرفاً على إصدار كتاب دعوة الحق شهرياً لرابطة العالم الإسلامي، وعضواً للمجلس البلدي بمكة المكرمة، ومشرفاً أيضاً على إصدار مجلة التضامن الإسلامي التابعة لوزارة الحج والعمرة، وقد أختاره المجمع الفقهي الإسلامي لمنظمة المؤتمر الإسلامي عضواً خبيراً في المجمع منذ سنة 1406هـ، وقد أختارهُ الملك فيصل بن عبدالعزيز عندما كان ولياً للعهد ورئيساً لمجلس الوزراء سنة 1382هـ عضواً في لجنة نظام الحكم برئاسة الأمير مساعد بن عبد الرحمن، حيث قدم مشروعاً للجنة لنظام الحكم يجمع بين أحكام الشريعة الإسلامية والأساليب العصرية للحكم، كما طالب مديري الجامعات والسفراء السعوديين بترجمة كتابه مفتريات على الإسلام إلى الإنجليزية والفرنسية لأهميته وفائدته للناطقين باللغتين.

## مؤلفاته
- ماذا في الحجاز، 1364 هـ
- سعد قال لي، 1366 هـ
- ديوان الطلائع، 1366 هـ
- استعمار وكفاح، 1374 هـ
- مكانك تحمدي، 1384 هـ
- من كشمير إلى فلسطين، 1385 هـ
- محاضرات في الثقافة الإسلامية.[7] ، 1391 هـ
- مفتريات على الإسلام، 1392 هـ
- كرائم النساء، 1397 هـ
- الشباب دراسات ولقاءات، 1399 هـ
- القصص الرمزية في القرآن الكريم
- في مدرسة النبوة
- مأساة السياسة العربية
- نحو تربية إسلامية، 1400 هـ
- عقود التأمين بين التأييد والاعتراض، 1400 هـ
- يسألونك، 1403 هـ
- نساء وقضايا، 1404 هـ
- قضايا معاصرة في محكمة الفكر الإسلامي.[2][3]، 1406 هـ
- القرآن كتاب حكمت آياته، 1406 هـ
- القرآن الكريم مأدبة الله في الأرض، 1406 هـ
- تعليم البنات بين ظواهر الحاضر ومخاطر المستقبل، 1409 هـ
- فكرة الدولة في الإسلام

## كتب ودراسات عنه
- طلائع أحمد محمد جمال: ذاكرة الشعر وأسئلة الغياب، صلاح بن عبد العزيز المحمود، كتاب المجلة العربية، شعبان 1444هـ / مارس 2023

## وفاته
توفي أحمد محمد جمال في مدينة الإسكندرية بمصر، عام 1413هـ/ 1993م.

## وصلات خارجية
- محمد جمال.. مفكر وأديب ومثقف إسلامي